# Матео Песина
Матео Песина (итал. Matteo Pessina; Монца, 21. април 1997) јесте италијански фудбалер који игра на месту везног играча за Монцу и репрезентацију Италије.

## Клупска каријера
Песина је своју сениорску каријеру започео у родној Монци 2014. године. Прешао је у Милан 2015. одакле је редом био прослеђиван на позајмице у Лече, Катанију и Комо.
Дана 7. јула 2017, Песина је потписао за Аталанту. Већ 25. августа исте године послат је на позајмицу у друголигаша Специју. У августу наредне године, Песина се придружио Хелас Верони, такође као позајмљен играч. Током лета 2018, вратио се у Аталанту а деби за клуб из Бергама имао је 26. јула исте године када је као стартер наступио у првом мечу другог кола квалификација за Лигу Европе против Сарајева (2 : 2).
Дана 10. фебруара 2021, дао је два гола у победи Аталанте над Наполијем од 3 : 1 у другој утакмици полуфинала Купа Италије.

## Каријера у репрезентацији
Песина је дебитовао за омладинску репрезентацију Италије (до 19 год.) 2015. године. Као део репрезентације до 20 година, учествовао је на Светском првенству 2017. на ком је Италија освојила бронзу.
За селекцију до 21 године први пут је играо 2017. и то на пријатељској утакмици против Мађарске у Будимпешти (2 : 6).
Селектор сениорске репрезентације Роберто Манчини био је позвао Песину у тим новембра 2020. Дебитантски наступ међу сениорима имао је већ 11. новембра; ушао је с клупе на пријатељској утакмици против Естоније која је одиграна у Фиренци (4 : 0). Следеће године, 28. маја 2021, Песина је постигао своје прве голове за Италију и то у убедљивој победи од 7 : 0 над Сан Марином; први пут је био стрелац у 75. а други пут у 87. минуту.
Био је део почетног списка играча које је Роберто Манчини позвао да наступају за Азуре на Европском првенству 2020. На крају ипак није чинио део коначног састава од 26 играча који ће играти на првенству. Међутим, због повреде Стефана Сенсија, Песина је ипак позван у тим као његова замена.

## Статистика

### У клубовима
Ажурирано 23. маја 2021.
| Клуб                     | Сезона    | Првенство | Првенство | Првенство | Куп     | Куп    | Европа  | Европа | Остало  | Остало | Укупно  | Укупно |
| Клуб                     | Сезона    | Лига      | Наступи   | Голови    | Наступи | Голови | Наступи | Голови | Наступи | Голови | Наступи | Голови |
| ------------------------ | --------- | --------- | --------- | --------- | ------- | ------ | ------- | ------ | ------- | ------ | ------- | ------ |
| Монца                    | 2014/15.  | Лега про  | 22        | 6         | 1       | 0      | —       | —      | —       | —      | 23      | 6      |
| Лече (позајмица)         | 2015/16.  | Лега про  | 3         | 0         | 1       | 0      | —       | —      | —       | —      | 4       | 0      |
| Катанија (позајмица)     | 2015/16.  | Лега про  | 1         | 0         | 0       | 0      | —       | —      | —       | —      | 1       | 0      |
| Комо (позајмица)         | 2016/17.  | Лега про  | 36        | 9         | 5       | 0      | —       | —      | —       | —      | 41      | 9      |
| Специја (позајмица)      | 2017/18.  | Серија Б  | 38        | 2         | 0       | 0      | —       | —      | —       | —      | 38      | 2      |
| Аталанта                 | 2018/19.  | Серија А  | 12        | 0         | 2       | 0      | 5       | 0      | —       | —      | 19      | 0      |
| Аталанта                 | 2020/21.  | Серија А  | 28        | 2         | 5       | 2      | 7       | 0      | —       | —      | 40      | 4      |
| Аталанта                 | Укупно    | Укупно    | 40        | 2         | 7       | 2      | 12      | 0      | 0       | 0      | 59      | 4      |
| Хелас Верона (позајмица) | 2019/20.  | Серија А  | 35        | 7         | 0       | 0      | —       | —      | —       | —      | 35      | 7      |
| Свеукупно                | Свеукупно | Свеукупно | 171       | 26        | 14      | 2      | 11      | 0      | 0       | 0      | 196     | 28     |

### У репрезентацији
Ажурирано 26. јуна 2021.
| Репрезентација | Година | Наступи | Голови |
| -------------- | ------ | ------- | ------ |
| Италија        | 2020.  | 1       | 0      |
| Италија        | 2021.  | 7       | 4      |
| Укупно         | Укупно | 8       | 4      |

#### Голови за репрезентацију
Голови Италије су наведени на првом месту. Колома „гол” означава резултат на утакмици након Песининог гола.
| Број | Датум         | Стадион                          | Наступ | Противник  | Гол   | Резултат         | Такмичење                |
| ---- | ------------- | -------------------------------- | ------ | ---------- | ----- | ---------------- | ------------------------ |
| 1    | 28. мај 2021. | Арена Сардинија, Каљари, Италија | 5      | Сан Марино | 5 : 0 | 7 : 0            | Пријатељска утакмица     |
| 2    | 28. мај 2021. | Арена Сардинија, Каљари, Италија | 5      | Сан Марино | 7 : 0 | 7 : 0            | Пријатељска утакмица     |
| 3    | 20. јун 2021. | Стадион Олимпико, Рим, Италија   | 7      | Велс       | 1 : 0 | 1 : 0            | Европско првенство 2020. |
| 4    | 26. јун 2021. | Стадион Вембли, Лондон, УК       | 8      | Аустрија   | 2 : 0 | 2 : 1 (п. с. н.) | Европско првенство 2020. |

## Успеси

### Репрезентативни
Италија
- Европско првенство (1) : 2020.

Италија до 20
- Треће место на Светском првенству до 20 година: 2017.[10]